# Cyperus pacificus
Cyperus pacificus är en halvgräsart som först beskrevs av Jisaburo Ohwi, och fick sitt nu gällande namn av Jisaburo Ohwi. Cyperus pacificus ingår i släktet papyrusar, och familjen halvgräs. Inga underarter finns listade i Catalogue of Life.

## Bildgalleri

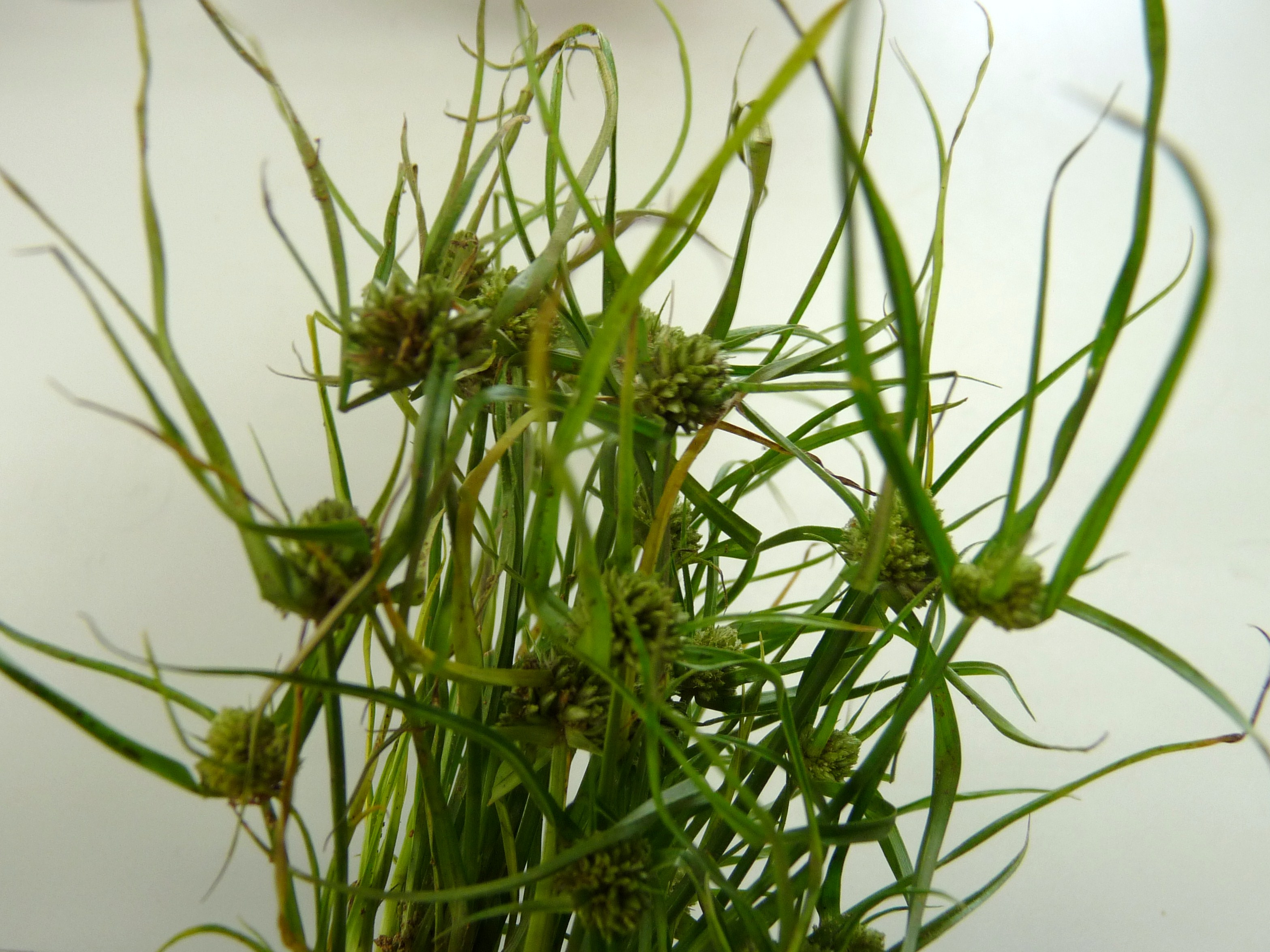